# المركز الوطني لتنمية الغطاء النباتي ومكافحة التصحر
المركز الوطني لتنمية الغطاء النباتي ومكافحة التصحر؛ هو مركز حكومي سعودي، تأسس بموافقة مجلس الوزراء في مارس 2019م، ويرأس مجلس إدارته المهندس عبد الرحمن بن عبد المحسن الفضلي وزير البيئة والمياه والزراعة، بعد إلغاء الهيئة العامة للأرصاد وحماية البيئة.

## الأهداف
يهدف المركز إلى الإشراف على إدارة أراضي المراعي والغابات والمتنزهات الوطنية واستثمارها، والمحافظة على الموارد الوراثية النباتية والغطاء النباتي خارج المناطق المحمية في المملكة بجميع بيئاته، ومكافحة التصحر.

## المهام
1. وضع مبادرات وبرامج ومشروعات لتنمية الغطاء النباتي ومكافحة التصحر، ومتابعة تنفيذها.
2. وضع خطط تنفيذية للعمل، ومتابعة تنفيذها.
3. اقتراح المقاييس والمعايير والضوابط والاشتراطات البيئية فيما يتعلق باختصاصه، ورفعها إلى الوزارة للاعتماد.
4. تطوير وحماية مناطق الغطاء النباتي بجميع بيئاته والموارد الوراثية النباتية.
5. العمل على زيادة نسبة الغطاء النباتي في جميع مناطق التنمية.[4][5]
6. إدارة المشاتل والمعاشب وبنوك البذور العائدة للمركز لإنتاج الشتلات للنباتات البرية والساحلية لدعم مبادرات تنمية الغطاء النباتي وحفظ الموارد الوراثية النباتية.
7. وضع الخطط السنوية للرعي وتنظيمه.
8. تنظيم الاستثمار البيئي في مناطق الغطاء النباتي.
9. إصدار التراخيص والتصاريح المتعلقة باختصاصاته.
10. إقرار القواعد والشروط والضوابط المتعلقة بالتراخيص والتصاريح التي يصدرها، وتحديد المقابل المالي لها وتحصيله.
11. إعداد خطط التأهب وقيادة الاستجابة لحالات الطوارئ الخاضعة لاختصاصاته، وتنفيذها.
12. الحصول من الأفراد والجهات الحكومية وغير الحكومية على المعلومات والبيانات المتعلقة باختصاصاته وما يحتاج إليه.
13. تشجيع الاستثمار والتمويل في المجالات ذات العلاقة باختصاصاته.
14. إقامة البرامج التدريبية في المجالات ذات العلاقة باختصاصاته.
15. اعتماد برامج تدريبية مهنية وجهات مانحة للشهادات مختصة بالتدريب في المجالات ذات العلاقة باختصاصاته.
16. تنظيم نشاطات الإرشاد البيئي المتصلة باختصاص المركز.
17. إعداد الدراسات والتقارير المتعلقة باختصاصاته، ومراجعتها.
18. التعاون مع الجامعات ومراكز البحوث والمؤسسات.
19. أي مهمة أخرى ذات صلة باختصاصاته.

## تطوير

### برنامج المتنزهات الوطنية
أطلق برنامج المتنزهات الوطنية في عام 2022م، الذي يعد انعكاسًا لجهود السعودية ودورها في حماية الغطاء النباتي وتنميته وازدهاره، والحفاظ على المقومات الطبيعية للمتنزهات الوطنية، ما يسهم في تحقيق مستهدفات رؤية المملكة 2030 ومبادرة السعودية الخضراء، ويعزز السياحة المستدامة.
يعد برنامج المتنزهات الوطنية برنامجًا متخصصًا يعمل على تطوير المتنزهات الوطنية وتنمية الغطاء النباتي فيها، والتي تنقسم إلى متنزهات (جبلية، وغابية، وساحلية ومائية، وبرية)، ويهدف البرنامج إلى تحقيق الإستدامة البيئية والمجتمعية والإقتصادية، فضلًا عن دوره في تعزيز ثقافة العمل التطوعي والبيئي.

### مبادرة السعودية الخضراء
يُنفذ المركز مشروع دراسات مبادرة السعودية الخضراء، وذلك بدراسة واقع التشجير ومستقبله في المملكة، لزراعة 10 مليارات شجرة أو ما يعادل إعادة تأهيل 40 مليون هكتار خلال العقود القليلة المقبلة؛ وذلك للوصول إلى غطاء نباتي مزدهر ومستدام، يخفض معدلات الكربون ويحسن جودة الحياة، تحقيقًا لمستهدفات مبادرة السعودية الخضراء.
ويقوم المركز من خلال هذا المشروع بالتعرف على واقع التشجير واحتياجاته حاضرًا ومستقبلًا في مساراته الأربعة (البيئي، والزراعي، والحضري، والطرق السريعة وسكك القطارات)، عبر تنفيذ مسوحات ميدانية وتطوير خرائط رقمية، فضلًا عن إنشاء منصة إلكترونية جيومكانية للتشجير في بيئات المملكة ومناطقها، وإعداد أدلة فنية إرشادية لتنفيذ برامج التشجير في البيئات المختلفة، وتحديد الأنواع النباتية الملائمة، وكذلك وضع خطة تنفيذية لإدارة الشراكات مع القطاعات والجهات المختلفة.

## وصلات خارجية
- الموقع الرسمي للمركز.